# Европейские игры 2027
IV Европейские игры (тур. 2027 Avrupa Oyunları; англ. 2027 European Games) пройдут в турецком городе Стамбуле в июне 2027 года. Планируется, что олимпийские виды спорта, вошедшие в программу Европейских игр 2027 года, предоставят возможность для квалификации на летние Олимпийские игры 2028 года в Лос-Анджелесе, США.

## Выборы места проведения
В октябре 2022 года чиновники Европейского олимпийского комитета (EOC) заявили, что есть несколько заявок на проведение Европейских игр 2027 года. Испания, Франция и Португалия были заявлены как потенциальные претенденты. Хорватский Сплит также выразили заинтересованность в проведении игр.
В октябре 2023 года Стамбул заявил, что намерен принять Европейские игры 2027 года. Были обнародованы планы по возвращению гимнастики и плавания на Игры 2027 года. Стамбул претендовал на проведение Олимпийских игр в 2000, 2008 и 2020 годах, но в итоге проиграл Сиднею, Пекину и Токио.
Делегация из Стамбула представила заявку на заседании Исполнительного комитета ЕОК 7 февраля 2024 года в Мадриде. После презентации президент ЕОК Спирос Капралос заявил, что в Стамбуле есть необходимая инфраструктура для проведения Игр. 27 марта 2024 года Европейский олимпийский комитет официально подтвердил, что Стамбул станет городом-организатором, о чём было объявлено на пресс-конференции, организованной мэром Стамбула Экремом Имамоглу. 16 мая 2024 года делегация из Турции в сопровождении Имамоглу вылетела в Италию, где стороны подписали соглашение, официально закрепившее за Стамбулом статус города-организатора IV Европейских игр.

## Виды спорта
Предварительный список видов спорта для Игр 2027 года был согласован следующим образом:
- пулевая стрельба,
- легкая атлетика,
- бадминтон,
- бокс,
- гимнастика,
- фехтование,
- борьба,
- современное пятиборье,
- стрельба из лука,
- плавание/открытая вода,
- тхэквондо,
- триатлон,
- волейбол,
- дзюдо,
- каратэ,
- баскетбол 3×3,
- гребля на байдарках и каноэ,
- настольный теннис
- тяжёлая атлетика.

А также два альтернативных вида:
- прибрежная гребля — спринт на пляже,
- парусный спорт.